# Callaway (Nebraska)
Callaway es una villa ubicada en el condado de Custer en el estado estadounidense de Nebraska. En el Censo de 2010 tenía una población de 539 habitantes y una densidad poblacional de 298,15 personas por km².

## Geografía
Callaway se encuentra ubicada en las coordenadas 41°17′29″N 99°55′13″O / 41.29139, -99.92028. Según la Oficina del Censo de los Estados Unidos, Callaway tiene una superficie total de 1.81 km², de la cual 1.81 km² corresponden a tierra firme y (0%) 0 km² es agua.

## Demografía
Según el censo de 2010, había 539 personas residiendo en Callaway. La densidad de población era de 298,15 hab./km². De los 539 habitantes, Callaway estaba compuesto por el 98.33% blancos, el 0% eran afroamericanos, el 0.19% eran amerindios, el 0.37% eran asiáticos, el 0% eran isleños del Pacífico, el 0% eran de otras razas y el 1.11% pertenecían a dos o más razas. Del total de la población el 1.48% eran hispanos o latinos de cualquier raza.